# Liste des voies de Draguignan
Pour un article plus général, voir Draguignan.
Le dictionnaire des rues de Draguignan est un dictionnaire des rues décrivant les principales voies ainsi que les quartiers de Draguignan, commune du Var.

## Historique
Draguignan est une vieille ville provençale depuis plus de mille ans ; beaucoup de ses noms de rues ou de quartiers sont issus de l'ancien provençal ou du provençal. Ainsi la connaissance des langues vernaculaires provençales, tombées en désuétude, fournit une piste pour proposer un premier lot d'hypothèses utiles afin d'orienter l'origine toponymique.
Par ailleurs, durant la Seconde Guerre mondiale, la ville de Draguignan n'a pas été une active « résistante », à l'instar de maintes petites villes françaises soucieuses de leur tranquillité. Elle n'a connu qu'une occupation limitée de novembre 1942 à août 1944 et compte relativement peu de victimes. Par contrecoup, comme pour exorciser ce fait heureux, des noms de Résistants, héros des temps modernes, signalent de nombreuses voies, écoles, places.

## Noms avec une date
- Place du 4 décembre 1974 : il s'agit du rond-point situé devant la préfecture ; il fait référence à la loi du 4 décembre 1974 relative à l'interruption volontaire de grossesse[1].

## A
- Place Abel-Douay honore ce général né à Draguignan et qui est l'un des rares officiers généraux à être mort sur le champ de bataille lors de la guerre franco-prussienne de 1870, lors de la bataille de Wissembourg. Il convient de noter que la commune a longtemps connu une caserne Abel Douay sur le boulevard Clemenceau, jusqu'à sa destruction en 1963 et son remplacement par le Centre administratif Joseph Collomp, ainsi que par un hôtel et des commerces[2].
- Porte Aiguière (en provençal : « pouarto-aiguiero ») était la porte de la ville où l'eau arrivait (aigues/eau). Non seulement il y avait ici une fontaine depuis le XIIIe siècle, mais il convient de rappeler aussi qu'un canal d'alimentation en eau, en provenance de la route de Montferrat, passait en ce lieu avant de se prolonger à travers ville jusqu'au boulevard de la Commanderie.
- Rue Alexandre-Ansaldi, anciennement rue Marcelin Albert, se réfère à un homme qui n’a jamais existé. Il s'agit en fait d’un canular, auquel plusieurs villes de France se sont fait prendre, puisque Alexandre Ansaldi, qui aurait été écrivain et aurait publié un livret de Maximes, est totalement inconnu du monde littéraire. La ville a attribué ce nom à cette rue le 1er mars 1993.
- Avenue Allende, entre Col de l'ange et Flayosc, se réfère à Salvador Allende, éphémère président socialiste du Chili, renversé par le général Pinochet en 1973.
- Avenue Alphonse-Gilet a évoqué entre 1964 et 2010 le charismatique directeur de l'École normale d'instituteurs de Draguignan dans les années 1920. Cette avenue, située entre l'avenue Jules Ferry et le groupe scolaire Ferry[3], a été débaptisée en 2010 et a été renommée avenue Philippe Séguin[4].
- Avenue des Anciens-Combattants-d'Afrique-du-Nord a été dénommée ainsi le 15 novembre 1984 en raison des très nombreux rapatriés d'Algérie résidant à Draguignan. Il ne faut pas oublier, non plus, que la 1re armée du maréchal de Lattre de Tassigny a contribué à libérer la ville lors du débarquement de Provence.
- Place André-Gayrard, près du Parc Haussmann, rappelle l'action de ce médecin, grand Résistant, dévoué à la cause médicale et publique, fondateur du Rotary dracénois, 1er adjoint d'Édouard Soldani et conseiller général du canton de Draguignan.
- Rue des Arcades : voir Rue Pierre Clément.
- Chemin des Aréniers fut réputé pour la texture sablonneuse et légère de ses sols (du provençal « arenié » et du grec classique « arènos », sable).
- Place des Augustins rappelle l'existence, jadis, du couvent des Augustins, fondé en 1256.
- Allées d'Azémar ont été créées par le baron Pierre-Melchior d'Azémar (1740-1821), nommé par Napoléon Ier comme deuxième préfet de Draguignan (1806-1811). Cet endroit s'appelait auparavant les Aires St François et servait de décharge publique à la ville, alors située sur l'oppidum de l'Horloge. Ces allées ont été réalisées en 1807-1808 et leur nom a été attribué en 1810.

## B
- Chemin du Baguier tire son nom du laurier-sauce (provençal : « baguié »). Ce chemin a été dénommé ainsi en 1992.
- Quartier de Beaussaret vient du diminutif de « sarret » (c'est-à-dire un petit sommet ou une colline de forme allongée ; on notera que par opposition, le « Seyran » est l'augmentatif, la « grande serre »). Le « beu sarret » est donc la « belle colline » ou « la colline d'où l'on a une belle vue ».
- Rue de la Blancherie et l'impasse de la Blancherie rappellent qu'en ce lieu se trouvaient autrefois des tanneries (en provençal : « blancarié ») et des mégisseries.
- Boulevard Blanqui se réfère à trois personnalités du XIXe siècle : 
  - Jean Dominique Blanqui (1757- 1832), homme politique français, député de la Convention ;
  - Adolphe Blanqui (1798-1854), économiste libéral et député de la Gironde ;
  - Louis Auguste Blanqui (1805-1881), révolutionnaire.
- Boulevard Blum et le lycée d'enseignement professionnel du même nom de Draguignan célèbrent depuis 1979 Léon Blum, membre du Conseil d'État, secrétaire général de la SFIO et leader du Front populaire en 1936-1938.
- Parking Bontemps évoque la mémoire d'Alexandre Bontemps, qui fut premier Valet de chambre de Louis XIV (néanmoins le lien avec la ville de Draguignan est très ténu, si ce n'est inexistant).
- Rond-point Boualam-Bachaga fait état depuis 1994 du souvenir de Saïd Boualam, député algérien favorable à l'Algérie française.

## C
- Montée de la Calade (cf. montée du Rigoulier), ancienne voie muletière, rappelle que la « calado » est en provençal une rue abrupte[5].
- Rue Camilla fait référence à Jean Camilla (1934-1996), qui fut un grand sportif, passionné de football ; chaque année se dispute un challenge qui porte son nom.
- Quartier Chabran honore Joseph Chabran, général de la Révolution et de l'Empire. Il a épousé une habitante de Draguignan, Louise Colla, fille d'Antoine Colla, médecin et lieutenant particulier de sénéchaussée. Louise Colla habitait 41 rue de l'observance à Draguignan. Chabran a habité Draguignan à plusieurs reprises, d'abord lorsqu'il était instituteur public chez les doctrinaires, puis durant sa vie militaire, entre deux campagnes. Une anecdote : si les fantassins étaient logés dans des casernes, les cavaliers étaient logés dans des quartiers, d'où le nom de cet établissement militaire.
- Rue Cisson est la rue de la mairie ; elle a pris ce nom le 30 mai 1945 en l'honneur du résistant Georges Cisson, traqué et exécuté par les nazis. La rue avait porté le nom de rue St François jusqu'en 1870, puis rue Nationale de 1870 à 1945.
- Chemin de la Clappe provient du provençal « clapo », pierreux, caillouteux. Il a d'ailleurs été frappé par la crue du 15.06.2010[6].
- Quartier Cocorelle tire son nom du provençal « coucourello », mot équivoque qui peut signifier, selon le contexte, une variété de figue, une variété d'olive, l'aristoloche clématite, la narcisse à fleur jaune[7].
- Quartier des Collettes vient tout simplement du terme « couleto », petite colline, collinette.
- Boulevard Colonel-Michel-Lafourcade, anciennement boulevard du Maljournal (voir ce nom ci-dessous) honore Michel Lafourcade, colonel de sapeurs-pompiers, directeur départemental des services d’incendie et de secours du Var, décédé à Draguignan.
- Rue du Combat n'a jamais connu de sanglante bataille ; c'était autrefois « la carriero dou coumbas » (ou « dou coumbal »), c'est-à-dire la rue ou chemin de charroi au milieu de laquelle passait un ruisseau en creux dont les eaux filaient vers le bas, la forme en combe facilitant l'évacuation des eaux de surface[5] .
- Rue du Courtiou, ou rue courtil, derrière la tour de l'horloge, montre que cette rue bordait jadis les remparts (le « courtieu » étant le terrain qui bordait l'intérieur des remparts, bref le chemin de ronde)[5] .

## D
- Avenue Daudet célèbre le souvenir de l'écrivain provençal Alphonse Daudet.
- Place Delestraint rappelle depuis 1997 le souvenir de Charles Delestraint, créateur et chef de l'Armée secrète durant la seconde guerre mondiale.
- Avenue du Docteur-Gaston-Germon fait référence à un médecin dracénois, conseiller municipal de 1935 à 1941, auteur d'un opuscule médical remarqué en 1932[8].
- Place du Docteur-German honore le docteur Angelin German, médecin, chef de clinique, grand Résistant durant la seconde guerre mondiale, maire de Flayosc, candidat malheureux aux élections municipales de Draguignan en 1965 et en 1986.

## E
- Boulevard Émile-Thomas a été désigné en l'honneur de ce résistant varois, exécuté par les nazis en 1944. Un collège dracénois porte aussi son nom. À ne pas confondre avec le directeur, sous la Deuxième République, des Ateliers nationaux.
- Rue des Endronnes provient du provençal « androuno », ruelle étroite (ne permettant le passage que d'un seul homme : cf. « andros » en grec classique), par extension cul-de-sac. Le nom de la rue est un pléonasme ; on devrait dire (sans parler de « rue ») les andronnes, l'andronne, les endronnes ou l'endronne[5] .

## F
- Rue du Fabriguier, qui débouche sur la rue de l'horloge, signifie qu'il y avait en cet endroit un micocoulier (en provençal « fabreguié »)[9].
- Quartier des Faïsses vient du provençal « faisso », issu du latin « fascia » (bande), qui est un ensemble de bandes de terres cultivables à différentes hauteurs, souvent plantées d'oliviers, soutenues par des murettes de pierre (les fameuses « restanques »). Il y a ainsi le col de Faisse en Lozère ; les faïsses de Saint-Étienne de Gourgas.
- Quartier des Ferrages, bordant l'avenue Pierre-Brossolette, montre qu'au XVIe siècle se trouvent en ce lieu des terres riches et fertiles. En latin, le mot ferraticum signifie fertile, il a donné le terme provençal « ferrajo ». Beaucoup de villages provençaux comportent des Ferrages, c'est-à-dire des champs fertiles cultivés en bordure urbaine. Ainsi, les ferrages ou ferragines sont les équivalents méridionaux des courtils du nord.
- Le Fournas, en provençal, est un grand four où s'active le fournier/fourniller, qui cuit le pain et les mets qu'on lui apporte. Le terme est apparenté aux noms Fournels, Fourneau, Fournet, Fours et Chauffour.
- Quartier de la Foux, proche du provençal « fous », désigne une source abondante, qui sort avec force. Le toponyme peut aussi avoir le même sens que l'ancien français foris, signifiant en dehors.
- Rue François-Maugeri[10]  honore la mémoire d'un des trois FFI tombé lors de la libération de la ville le 16 août 1944[11].
- Rue Frédéric-Mireur (anciennement rue du collège) fait référence à Frédéric Mireur archiviste et historien dracénois qui, notamment, écrivit l'histoire de la ville et de ses rues au début du XXe siècle.

## G
- Rue Gaston-Lartigau, décédé en 1951, met à l'honneur l'ancien adjudant-chef de la brigade de gendarmerie de Comps, qui s'illustra durant la Seconde Guerre mondiale et fut animateur du groupe de la Résistance de la zone de Comps.
- Rue du Gendarme-René-Scheers honore depuis le 10 juin 1949 l'un des trois résistants FFI tombés lors de la libération de la ville le 16 août 1944[11] .
- Collège Général-Ferrié honore Gustave Ferrié, qui fit une partie de ses études au lycée de Draguignan (à l'époque situé rue Frédéric Mireur). Cet établissement scolaire, construit en 1909, reçut le nom de Lycée Ferrié en 1932 (en effet, jusqu'à la création des collèges d'enseignement publics en 1963, les lycées accueillaient les élèves des classes de 6e à la terminale), puis de Lycée Général Ferrié en 1941, sous l'administration pétainiste. À la Libération en 1944, le nom attribué sous l'Occupation a été maintenu. Le lycée est devenu collège Général Ferrié en 1972. Il a été profondément transformé en 1993-1994.
- Place Gilles-Roletto a reçu ce nom en l'honneur de celui qui, né en 1915 et mort en 1999, avait participé à la création du Cercle des nageurs dracénois, ainsi que celle du Judo club, dont il fut professeur. Carrossier de talent, il avait notamment accueilli le sculpteur César dans son atelier pour qu'il y façonne ses œuvres.

## H .16 rue de horloge
Rue Hélène-Vidal célèbre la résistante dracénoise (1918-1998) qui, le 16 août 1944, peu après le Débarquement de Provence, a informé les forces américaines situées à La Motte (Var) que la ville venait d'être libérée par les F.F.I. et qu'il était inutile que le bombardement massif préparé par l'US Army intervienne. Elle a « sauvé » la ville d'un bombardement qui aurait pu être désastreux pour la ville et ses habitants. Hélène Vidal est enterrée au cimetière de Draguignan.
- Place aux Herbes fait référence au marché de légumes qui s'y tenait jusqu'en 1810, date de la création de la place du marché actuelle. Aux XVIIe et XVIIIe siècles, les herbes étaient tout simplement les légumes verts (on parlait du marché des herbes et racines).

## I
- Chemin Impayaspre[13] La signification de ce nom peut sembler obscure. Ce nom provient de la contraction et de la modification de l'expression latine « in podium aspero » (sur la colline rocheuse), devenue « in puei aspre » en provençal, puis « inpeiaspre » par déformation avant de donner le nom actuel.
- Quartier des Incapis, du provençal « in capis », signifie tout simplement « dans les champs » ou « dans la plaine ».

## J
- Rue Jean-Aicard et l'école du même nom rappellent que Jean Aicard fut un poète et écrivain provençal émérite. Cette rue a porté le nom de rue de l'abattoir jusqu'en mars 1914, date à laquelle elle a reçu son nom actuel. L'école J. Aicard a reçu sa dénomination le 17 février 1961.
- Rue Jean-Boyer rappelle depuis 1997 celui qui, né à Draguignan en 1925, est entré en résistance en Saône-et-Loire : agent de liaison et de renseignements, il fut arrêté par les nazis mais demeura silencieux sous la torture ; jeté et agonisant toute une nuit dans les barbelés, il a été fusillé le 22 août 1944 à Sermesse. Il fut cité à l'ordre de l'Armée et médaillé de la Résistance à titre posthume.
- Avenue Jean-Jaurès s'appelait au XVIIIe siècle la rue du safranier. Elle est devenue l' avenue des marronniers en 1810. Elle a ensuite été baptisée en 1934 du nom de Jean Jaurès pour honorer cet homme politique de gauche favorable à la paix en 1914. Durant l'Occupation, elle s'est brièvement appelée avenue du maréchal Pétain. Il convient de noter que de nombreux dracénois la désignent encore de son ancien nom d' avenue des marronniers.
- Rue Jean-Morénon évoque celui qui a animé la foire de l'Olive pendant de nombreuses années. Décédé le 30 octobre 1972, il avait été un Résistant acharné pendant la guerre et secrétaire général de la mairie jusqu'à sa retraite en 1970.
- Lycée Jean-Moulin honore Jean Moulin qui, comme Pierre Brossolette, fut un Résistant émérite et qui, arrêté par la Gestapo, « ne parla pas ».
- Place Jean-Piquemal évoque la mémoire de ce pharmacien à l'hôpital de Draguignan, franc-maçon et résistant, exécuté par la Gestapo sur le plateau de Signes[14].
- Allée Jean-Zay, qui débouche sur le chemin du Petit Plan, rappelle l'action de Jean Zay, ministre de l'éducation nationale de 1936 à 1939.
- Rue du Jeu-de-Paume rappelle qu'en cette rue se trouvait une salle permettant de jouer à ce jeu au XVIIIe siècle.
- Avenue Joseph-Bernard-de-Trans honore cet oratorien, né (1748) et mort (1816) à Trans-en-Provence, professeur de philosophie et de mathématiques, directeur-adjoint de l'observatoire royal de Marseille, administrateur du département en 1790, ingénieur en chef du Var, membre correspondant de l'Institut de France.

## L
- Boulevard Léo-Lagrange et la traverse Léo Lagrange évoquent le ministre des sports du Front populaire. La ville de Draguignan comporte aussi un club Léo Lagrange très actif.
- Avenue Louis-Blanc rappelle la création des ateliers nationaux par Louis Blanc en 1848.

## M
- Rond-point Marcel-Meiffret rappelle l'existence de cet employé des postes, créateur du club ASPTT de Draguignan, et qui fut maire-adjoint d'Édouard Soldani.
- Boulevard du Maljournal traversait une zone de mauvaise terre où l'arpent de terre rapportait faiblement (du provençal « mau journau », de « journée » : étendue de terrain d'une journée, unité de surface de labour ou de location).
- Boulevard du Maréchal-Foch, qui anciennement faisait partie du boulevard de la Liberté qui allait de la préfecture jusqu'à l'hôpital (aujourd'hui maison de retraite), a reçu cette dénomination en 1919, en l'honneur de Ferdinand Foch.
- Avenue du Maréchal-Gallieni rappelle le souvenir de Joseph Gallieni, qui fut notamment Gouverneur général de Madagascar et Gouverneur général de Paris au début de la Première Guerre mondiale.
- Boulevard du Maréchal-Joffre a reçu cette dénomination en 1919, en l'honneur de Joseph Joffre.
- Avenue du Maréchal-Koenig fait référence à Marie-Pierre Kœnig, chef des Français libres lors de la bataille de Bir Hakeim en juin 1942 puis lors de la seconde bataille d'El Alamein, général en chef des Forces françaises de l'intérieur (FFI) en 1944, et gouverneur militaire de Paris en 1944.
- Boulevard Marx-Dormoy fait référence depuis 1945 au ministre du Front populaire Marx Dormoy.
- Rue Max-Demaria évoque depuis 2007 celui qui, né en 1936 et mort en 2007, professeur d'histoire-géographie, sportif, avait été maire-adjoint d'Édouard Soldani avant d'être élu conseiller général du canton de Comps en 1986.
- Boulevard Mège-Mouriès célèbre Hippolyte Mège-Mouriès, inventeur de la margarine, né à Draguignan.

## N
- Chemin de la Nartuby, comme son nom l'indique, longe la Nartuby en contrebas de l'avenue de Tuttlingen.
- Quartier des Négadis, négadis vient du provençal « negado » (celui qui se noie) et « negadis » (champ marécageux), le suffixe adis signifiant qui est susceptible de[15]. C'était donc au XIXe siècle une zone inondable et marécageuse.
- Quartier des Nourradons, la signification du nourradons est équivoque, et peut donner lieu à deux interprétations, selon qu'on parle d'humains ou d'animaux (spécialement les cochons ou les sangliers). L'origine du mot, en langue provençale, provient de « nourri », qui signifie nourrir (humains) ou allaiter (cochons et sangliers). La « nourrido » correspond donc à la famille, et par extension à la portée d'une truie, d'une laie. Le « nourridoun » est le nourrisson qu'on allaite, l'enfant en nourrice, ou le petit du cochon domestique ou sauvage qui tête encore, bref le goret. Les nourradons étaient donc le lieu sauvage où foisonnaient les hardes de sangliers et laies et où l'on pouvait voir, après la saison des amours, des tas de petits marcassins[16].

## O
- Rue de l'Observance et la place de l'Observance font partie des lieux les plus anciennement peuplés de Draguignan.
- Rue Olivier-Descamps fait état depuis 2007 de cet artiste qui, né en 1920 et mort en 2003, a partagé sa vie entre Paris et Draguignan. On lui doit notamment la réalisation de 9 personnages monumentaux sur la rocade de Villeneuve-d'Ascq. Avant sa nouvelle dénomination, la rue s'appelait androuno dou pichoun mousseu (ruelle du petit morceau).
- Montée des Oullières située après la rue des tanneurs, signe que c'était la rue des huileries et des moulins à huile (du provençal « ouliero » : huile).

## P
- chemin du Parigaou évoque [réf. nécessaire].
- Avenue Patrick-Rosso commémore depuis 1984 ce pompier volontaire mort le 1er mars 1980 à l'âge de 20 ans en combattant un feu de forêt. Cette voie s'est appelée avenue de Trans jusqu'en 1974 (et constituait d'ailleurs le prolongement de la rue de Trans), et rue Salvador Allende de 1974 à 1984.
- Avenue Paul-Arène et l'école du même nom rendent hommage depuis le 30 mai 1973 à Paul Arène, célèbre écrivain provençal.
- Rue du Père-Éouzan honore le chanoine Yves Éouzan (1921-2007), qui occupa les fonctions de curé de la paroisse dracénoise de 1982 à 1994.

Quartier du Petit Plan est l'équivalent provençal de la « petite plaine ». Il s'agit de la plaine de la Nartuby. On se rappelle qu'on a longtemps parlé du « plan de Canjuers ».
Le Peyrard est un lieu pierreux ou rocailleux, du provençal « peirard » ; autre signification possible : « forêt récemment défrichée ».
- Avenue Philippe Séguin[18] : voir avenue Gilet.
- 'Avenue Pierre-Brossolette (anciennement : route de Lorgues) et l'école primaire du même nom honorent Pierre Brossolette qui, comme Jean Moulin, fut un Résistant émérite et qui, arrêté par la Gestapo, « ne parla pas ».
- Rue Pierre Clément, anciennement rue des arcades (qui abritait des bouchers et des charcutiers) jusqu'en 1875, honore cet historien dracénois, né en 1809 et mort en 1870, auteur de divers ouvrages : « Étude sur Fouquet », « Histoire de la Flandre », « Vie de Colbert », « Portraits historiques », etc., etc., membre de l'Académie des sciences morales et politiques.
- Boulevard Pierre Roisse, qui s'appelait boulevard de la rouguière jusqu'en 1993, honore l'ancien secrétaire général de la mairie de Draguignan, qui fut aussi adjoint aux finances de Max Piselli de 1986 à 1992.
- Chemin du Pissadou deï aïs peut avoir deux origines. L'étymologie savante[19] est qu'il s'agit de l'endroit où les ânes allaient paître (pèisse en provençal) ; le « peissedou » des ânes était donc le lieu de pacage des ânes. Selon l'expression populaire, c'est l'endroit où les ânes allaient « pisser » (un « pissadou » étant un pot de chambre).
- Chemin de la Pouiraque, du provençal « pousa » (puiser) et « raca » (verser), indique l'endroit où il fallait se baisser pour puiser de l'eau (lieu d'une source qui affleure le sol sans couler).

## R
- Stade Raoul-Brûlat fait référence à cet excellent joueur de football dracénois, capitaine du SCD, né en 1896 et mort en 1940 à bord d'un torpilleur coulé au large de Dunkerque. Le stade s'appelait avant 1945 le « Parc des sports » ; le nom actuel a été attribué après la Libération à l'instigation de Louis Gilly.
- Vallon de la Riaille est en un sens un pléonasme : une « riaio », provenant de « riau », est un ruisseau ou un vallon.
- Rue du rigaou fait référence au rouge-gorge (rigau en provençal).
- Montée des Rigouliers : « rigoula » signifie dégringoler avec notion de pente très raide.
- Boulevard de la Rouguière, du provençal « rogar » (rouler), faisait référence jusqu'en 1993 aux jeux de boules ou de quilles.
- Rue de la Roque et Montée de la Roque sont une déformation du mot « roco », la roche, le rocher.

## S
- Quartier Saint-Jaume est la forme méridionale du prénom Jacques.
- Chemin de Sainte-Barbe rappelle que Sainte Barbe est la sainte patronne des mineurs et artilleurs (Draguignan abritant l'École d'artillerie depuis 1976).
- Sambre, du provençal « sambro », est un creux de rocher se remplissant d'eau de pluie. Cf. les « Issambres » à Roquebrune-sur-Argens.
- Quartier des Selves tire son nom du latin « silva », devenu en provençal « seuvo », la forêt.
- Le Seyran est la « grande serre » ; ce diminutif est proche du provençal « sarret », c'est-à-dire un petit sommet ou une petite montagne de forme allongée. On rappellera qu'une serre en dialecte roman ou sierra en castillan désigne une montagne allongée formant une haute barrière.

## T
- Boulevard Théodore-Aubanel se réfère depuis le 24 juin 1987 à Théodore Aubanel, félibre éminent.
- Avenue de Tuttlingen a reçu ce nom en 1995, quelques années après le jumelage avec cette ville allemande.

## V
Chemin de la Vallée de Gandy, située entre l'école d'artillerie et le quartier des Faïsses, a une origine inconnue. On trouve dans les documents municipaux des années 1950 l'appellation Valière de Gandi et dans les années 1960 le terme Vallon de Gandy. Il est certain que ce chemin n'a aucun rapport avec le mahatma Gandhi, « libérateur » de l'Inde.

## W
- Rue Walesa rappelle l'action de Lech Wałęsa, président-fondateur du mouvement polonais Solidarność, Prix Nobel de la paix en 1983, élu président de la République polonaise en 1990 pour un mandat de cinq ans.

## Z
La rue Zola célèbre l'écrivain Émile Zola, qui dans son roman « La conquête de Plassans » montre les tenants et aboutissants de l'insurrection républicaine de décembre 1851 après le coup d'État de Napoléon III.